# The Day After Tomorrow
The Day After Tomorrow er en science fiction-film fra 2004, der handler om de katastrofale konsekvenser af den globale opvarmning. Filmen er nr 34. på listen over højst indtjente film verden over, med en gennemsnitsindtjening på $542.000.000.

## Medvirkende
- Dennis Quaid som Professor Jack Hall
- Jake Gyllenhaal som Sam Hall
- Sela Ward som Dr. Lucy Hall
- Emmy Rossum som Laura Chapman
- Ian Holm som Professor Terry Rapson
- Austin Nichols som J.D.
- Adrian Lester som Simon
- Christopher Britton som Vorsteen
- Arjay Smith som Brian Parks
- Dash Mihok som Jason Evans
- Jay O. Sanders oms Frank Harris
- Sasha Roiz som Parker
- Perry King som Præsident Blake
- Kenneth Welsh som Vicepræsident/Præsident Raymond Becker
- Tamlyn Tomita som Janet Tokada
- Glenn Plummer som Luther
- Amy Sloan som Elsa
- Sheila McCarthy som Judith
- Nestor Serrano som Tom Gomez
- Christian Tessier som Aaron